# حسین کاظمی (نقاش)
حسین کاظمی (زادهٔ ۵ آبان ۱۳۰۳ ه . ش در تهران – درگذشته ۱۵ اردیبهشت ۱۳۷۵ ه . ش در پاریس) نقاش نوگرای ایران بود.
حسین کاظمی به عنوان یکی از هنرمندان پیشرو و تأثیرگذار نقاشی نوگرای ایران شناخته شده‌است. او که سالیان دراز دلبسته نقاشی آبستره بود در سال‌های آخر عمرش اعتقاد داشت نقاشی انتزاعی جوابگوی ذهن و ذوق ایرانی نیست و نقاشی ایرانی بهتر است روالی غیر انتزاعی پیش بگیرد.

## زندگی
حسین کاظمی، هنرمند نوگرای ایران، در روز ۵ آبان ۱۳۰۳ در شهر تهران به‌دنیا آمد و از حدود در هفت-هشت سالگی استعدادش را در نقاشی با کپی و طراحی از روی تصاویر کتاب‌ها نشان داد و به همین خاطر  به مدرسه کمال الملک فرستاده شد.
هم‌زمان با گذراندن دوران تحصیل در دبیرستان فیروز بهرام و هنرستان کمال‌الملک، مقدمات نقاشی را آموخت. او در سال ۱۳۱۹  وارد دانشکده هنرهای زیبا گردید و  در سال ۱۳۲۴ از آن دانشکده فارع‌التحصیل شد و برای ادامه تحصیل و هنرآموزی به فرانسه رفت، در بازگشت آثارش را در تالار رضا عباسی به نمایش گذاشت. وی مدال اولین و دومین بی ینال تهران را از آن خود کرده بود. آثارش دارای سبک مشخصی است و بیشتر به ایجاز و انتزاع تمایل دارد با دو عنصر گیاه و سنگ که بر زمینه تک رنگ به کار می‌گیرد و با استفاده از عنصر تجسمی بافت - برای القای تضاد- بیننده را به طیفی ناهمگون از عواطف می‌کشاند و در نهایت آرام آرام ذهن بیننده را به فضای عرفانی که در پس ظاهر تابلو نهفته است می‌برد و در آنجاست که عناصر به وحدت می‌رسند.
حسین کاظمی ریاست هنرستان هنرهای زیبا میرک و ریاست هنرستان هنرهای زیبای پسران، استاد دانشکده هنرهای تزیینی و سرپرستی گروه نقاشی این دانشکده را به عهده داشته‌است.
کاظمی در فاصله سال‌های ۱۳۲۶ تا ۱۳۲۸، طی چند نوبت آثارش را به نمایش گذاشت که نخستین آن‌ها در انجمن ایران و آمریکا بود، نمایشگاه مورد اشاره، با سخنرانی او در خصوص نقاشی جدید ایران گشایش یافت.
کاظمی در دانشکده هنرهای زیبا با استاد محمود جوادی‌پور آشنا شد که این آشنایی بعدها در پیشرفت هنر نو در ایران بسیار مؤثر افتاد. در آن سال‌ها مکانی برای ارائه آثار هنری وجود نداشت و فقط انجمنهای فرهنگی و البته خارجی گه‌گاه آثار هنرمندان ایرانی را به نمایش می‌گذاشتند؛ مقامات مسئول نیز در رفع این کمبود هم اقدامی نمی‌کردند. همراه با رشد هنرمندان جوان، ضرورت ارتباط آن‌ها با مردم بیش‌تر احساس می‌شد و می‌بایست مسئله فقدان فضای مناسب برای این ارتباط، به طریقی حل می‌شود. سرانجام، به همت محمود جوادی‌پور و حسین کاظمی و هوشنگ آجودانی چنین فضایی به‌وجود آمد.
سال ۱۳۲۸ برای کاظمی سال پرباری بود، او در این سال ره‌آورد سفر کردستان را در گالری آپادانا به نمایش گذاشت. در نمایش «در راه مهر» نیز نقشی را ایفا نمود و چون این نمایش‌نامه را بسیار زیبا یافت، آن را به تصویر کشید که در اسفندماه همان سال، این تصاویر همراه با بخشی از متن نمایش‌نامه در روزنامه «ایران ما» به چاپ رسیدند.
وی در سال ۱۳۳۲ به قصد شناسایی مکاتب جدید، با مختصر پولی که ذخیره کرده بود، به پاریس سفر کرد و در آنجا وارد مدرسه هنرهای زیبا شد. کاظمی، پنج سال بعد در سال ۱۳۳۷ به ایران بازگشت و به ریاست هنرستان هنرهای زیبای تبریز منصوب شد. در این سال، اولین بی‌ینال تهران با همت مارکو گریگوریان برگزار شد که کاظمی هم در آن شرکت داشت و یکی از جوائز آن را دریافت نمود.
کاظمی باعث تحولی بی‌سابقه در هنرستان تبریز شد. یکی از نتایج حضور او در این هنرستان، تأسیس یک کارگاه فعال سفالگری بود که سفالینه‌هایی با طرح‌های جدید تولید می‌کرد. هم‌چنین، به کوشش او نخستین شماره نشریه «سرو» در مهرماه ۱۳۴۰ در تبریز به چاپ رسید.
کاظمی در سال ۱۳۴۱، سرپرستی هنرستان پسران تهران را به عهده گرفت و هم‌زمان، با عنوان استاد نقاشی در دانشکده هنرهای تزئینی به تدریس پرداخت. او معلمی آگاه و شایسته بود و شاگردانش همواره از او به نیکی یاد می‌کنند چرا که او در آموزش بیش‌تر به ذوق و استعداد شاگرد خود اهمیت می‌داد.
از سال ۱۳۳۹ تا ۱۳۵۱، کاظمی طی دو نوبت به پاریس رفت و در هر دوبار، تجربیات خود را در زمینه سفالگری و نقاشی کامل‌تر نمود. در سال ۱۳۵۱ از پاریس به تهران بازگشت و تدریس در دانشکده هنرهای زیبا را پی گرفت. بین سال‌های ۱۳۵۱ تا ۱۳۵۵، آثار نقاشی و طراحی خود را در تهران و پاریس به نمایش گذاشت و تا سال ۱۳۵۸ به موازات تدریس، هم‌چنان به نقاشی کردن ادامه داد.
کاظمی در سال ۱۳۵۸، تهران به مقصد پاریس را ترک کرد و در کوی بین‌المللی هنرها اقامت گزید. وی در آنجا حدود ۵۰ اثر طراحی خود را به نمایش گذاشت که نیمی از آن‌ها به فروش رسید. وی در ۶۷ سالگی دچار بیماری حاد آرتروز گردن شد و پنج مرتبه تحت عمل جراحی قرار گرفت. با این حال، لحظه‌ای از کار بازنایستاد. وی حتی در بیمارستان - با وجود درد شدیدی که همواره او را آزار می‌داد - مرتب طراحی می‌کرد و چهره طبیب معالج خود را در همان زمان به تصویر کشید.

## درگذشت
حسین کاظمی، سرانجام در ساعت ۴:۳۰ بعدازظهر روز شنبه ۱۵ اردیبهشت ۱۳۷۵ در سن ۷۱ سالگی در یکی از بیمارستان‌های پاریس درگذشت و در گورستان شهر تیه به خاک سپرده شد.

## سبک نقاشی
آثار اولیه کاظمی آثاری واقع‌گرایانه به شیوه امپرسیونیستی بود، که به تدریج رو به انتزاع کامل آورد و در نهایت «موفق شد نوعی هماهنگی متعادل میان سکون شکل‌های راست گوشه و پویایی خطوط خوشنویسانه برقرار سازد مضمون تقابل و وحدت عناصر متضاد در نقاشی‌های نیمه انتزاعی متأخرش - با عناصری همچون سنگ و گیاه - بیان آشکارتری یافت.»
این هنرمند و نقاش نوگرای ایران در حیات حرفه‌ای خود آثاری بدیع آفریده است. او برنده مدال طلای اولین و دومین دوسالانه تهران بوده‌است. آثار حسین کاظمی در موزه هنرهای معاصر تهران و دیگر موزه‌های داخل و خارج از کشور نگهداری می‌شوند و از اهمیت و ارزش بالایی برخوردارند.

کاظمی در مورد آثارش و تضادهای نهفته در آن‌ها گفته‌است؛
«آنچه همیشه فکر مرا به خود مشغول داشته، مسئله تضاد است. تضاد به عنوان یک اصل جهانی، یعنی رویارویی نیروهای دوگانه در همه پدیده‌های کیهان. قصد من در نقاشی همیشه آگاهانه یا نا آگاهانه متجلی کردن این تضاد بوده است، حتی در پرتره. در ابتدا و پس از آن گهگاه در پاریس نقاشی انتزاعی کرده‌ام ولی پس از مدتی متوجه شدم که این سبک خواسته‌های درونم را ارضا نمی‌کند. ابتدا فکر می‌کردم نقاشی آبستره بهتر می‌تواند نظر مرا در مورد تضاد متجلی کند ولی با گذشت سالیان فکرم تغییر کرد و به سبک فیگوراتیو بازگشتم.»